# Луц Зайлер
Луц Зайлер (нім. Lutz Seiler; нар. 8 червня 1963, Гера) — німецький письменник.

## Біографія
Рідне село Зайлера Кульміч було знесене у зв'язку з розробкою уранового рудника східно-німецько-радянським підприємством «Вісмут». Родина спершу переїхала в Корбусен, а потім у Геру. Саме тут, у східно-тюринзькій Гері і виріс Луц Зайлер. Отримав спеціальну будівельну освіту, потім працював муляром і теслею. Під час служби в Національній народній армії зацікавився літературою і став писати вірші. По тому вивчав германістику в Галле і Берліні. У 1993—1998 роках виступив одним з видавців літературного журналу «Moosbrand».
З 1997 року завідує літературною програмою в Домі Петера Гугеля у Міхендорфі. З 2005 року є членом німецького ПЕН-клубу, з 2007 року є членом Майнцької академії наук і літератури, а з 2010 року — Баварської академії витончених мистецтв.
2007 року Луц Зайлер був удостоєний премії Інгеборг Бахман за своє оповідання «Турксиб». Збірка оповідань Зайлера «Терези часу» («Die Zeitwaage») була номінована на премію Лейпцизької книжкової ярмарки. 2011 року був обраний членом Німецької академії мови і поезії.
2014 року вийшов друком його дебютний роман «Крузо», який був відзначений Німецькою книжковою премією. Роман перекладено на 22 мови, неодноразово адаптований для театральних постановок та для фільму німецькою медіакомпанією «UFA». У 2020 році Зайлер отримав Премію Лейпцизького книжкового ярмарку в категорії «Белетристика» за роман «Зірка 111».

## Твори
- Торкнутися — відчути / «Berührt — geführt. Gedichte», Chemnitz 1995.
- «Pech & Blende. Gedichte», Suhrkamp Verlag, Frankfurt am Main 2000.
- Батьківщини / «Heimaten», Göttingen 2001.
- Шлях Губертуса / «Hubertusweg. Drei Gedichte», Warmbronn 2001.
- Сорок кілометрів ночі / «Vierzig Kilometer Nacht. Gedichte», Suhrkamp Verlag, Frankfurt am Main 2003.
- У неділю я думав про Бога / «Sonntags dachte ich an Gott. Aufsätze», Suhrkamp Verlag, Frankfurt am Main 2004.
- Виклик / «Die Anrufung. Essay und vier Gedichte», Warmbronn 2005.
- Турксиб. Два оповідання / «Turksib. Zwei Erzählungen», Suhrkamp Verlag, Frankfurt am Main 2008.
- Терези часу / «Die Zeitwaage. Erzählungen», Suhrkamp Verlag, Frankfurt am Main 2009. ISBN 978-3-518-42115-4
- «im felderlatein. Gedichte», Suhrkamp Verlag, Berlin 2010. ISBN 978-3-518-42169-7
- Крузо / «Kruso. Roman», Suhrkamp Verlag, Berlin 2014. ISBN 978-3-518-42447-6
- Римський сезон. Два есе / Die römische Saison. Zwei Essays, mit Zeichnungen von Max P. Häring, Topalian & Milani Verlag, Ulm 2016, ISBN 978-3-946423-03-4.
- На мисі Доброго вечора / Am Kap des guten Abends. Acht Bildgeschichten, Insel Verlag, Berlin 2018, ISBN 978-3-458-19455-2.
- Зірка 111 / Stern 111, Roman. Suhrkamp Verlag, Berlin 2020, ISBN 978-3-518-42925-9.